# Oulad Youssef (village)
 (février 2012).
Si vous disposez d'ouvrages ou d'articles de référence ou si vous connaissez des sites web de qualité traitant du thème abordé ici, merci de compléter l'article en donnant les références utiles à sa vérifiabilité et en les liant à la section « Notes et références ».
 (février 2012).
À ne pas confondre avec Oulad Youssef, commune rurale marocaine de la province de Beni Mellal.
Oulad Youssef (en arabe : أولاد يوسف) est un village de la commune rurale N'Zalat Bni Amar, dans la préfecture de Meknès et la région de Fès-Meknès, au Maroc.

## Localisation
Le village d'Oulad Youssef est situé à 25 km au nord-est de la ville de Moulay Idriss Zerhoun, à 41 km de Meknès, à 29 km de Volubilis et à 46 kilomètres à l'ouest de Fès, dans le terroir de Zerhoun.
Le village est niché dans le massif de Zerhoun à la limite méridionale de la chaine du Rif, à une altitude de 573 m du niveau de la mer, une latitude 34° 4' 59N et une longitude 5° 23' 56W.

## Topologie
Il fait partie d'une kyrielle de villages. Il est délimité par Beni Mansour au sud, Kef Hemara à l'est, le centre de N'Zalat Bni Ammar au nord et Bni Amar au nord-ouest.
La topologie montagneuse confère un aspect exceptionnel au village. En effet, il se trouve sur le versant nord du Jbal, lui permettant d'avoir une vue étendue et panoramique sur les plaines de Saïs, mais aussi sur les étais et contreforts du Rif.

## Situation urbaine
Le village est constitué de deux secteurs "claniques" distincts, mais géographiquement bien contigus et mitoyens : Ouled Mansour et “le reste” qui parfois, s’opposaient dans le passé ; Mais aujourd'hui, vivent ensemble paisiblement dans l'harmonie.
- Les murs des maisons anciennes sont construits à base de pierre et de pisé. Les toitures sont soutenues avec une charpente en bois, nommée “El Warka ”. Mais cette magnifique architecture d'antan, laisse place aujourd’hui royalement à la brique et le béton.

## Situation sociale
La population paysanne de la bourgade est estimée à moins de 2 500 personnes. Elle est essentiellement arabophone, contrairement à certains villages voisins ou on remarque des minorités rifaines (berbérophones). La population est majoritairement jeune. Elle subit, de plein fouet, la crise économique, la sécheresse et le chômage, comme c'est le cas dans toute la région. On a remarqué, ces quinze dernières années un exode massif de la population vers les villes. Par conséquent, on a moins d'habitants aujourd’hui qu’il y a vingt ans. L'économie archaïque du village est agricole, basée essentiellement sur la culture séculaire de l’olivier et des céréales.

## Historique

### Origine
Oulad Youssef (qui signifie Fils de Joseph), ce nom a allitération juive, est dû probablement à la présence antique dans la région d’une peuplade hébraïque. Cette hypothèse est consolidée par l’omniprésence de cette singularité dans les noms des villages voisins :
- Beni Ammar (du nom hébreu Ammar)
- Moussaoua (de Moussa le nom arabe de Moïse)
- Talghza (dérivé de Tel Ghaza)

### Histoire moderne

#### Bou Hmara: La naissance
De ce village, est issu le fameux Rogui Bou Hmara alias l’Homme à l’Anesse. Il est né en 1860. De son vrai nom (Jilani Zerhouni)ou Jilali Ben driss Zerhouni el Youssefi. Homme politique, d'origine modeste de la famille des « Ouled Abbou ». Il a accompli ses études supérieures à Fès, Alger et vraisemblablement à Paris. Il est promu ingénieur des Ponts et Chaussées. Instruit, cet homme acquit de la considération de son entourage et du respect.

#### Bou Hmara: La gloire
Il était durant quelque temps, l'ancien secrétaire de Moulay Omar, le khalifa de Fez. Il a vite obtenu des accès au sérail et un statut d'homme puissant. Il avait environ 42 ans, quand il profite de l'anarchie régnante « Siba » et de l’absence d’institutions du « Makhzen », pour mener la rébellion contre les Alaouites en 1902. Le 23 décembre 1902, il battit les troupes du Sultan My Abedel Aziz. Il devint le maître de l'oriental, contrôlant une grande partie du nord et de l'est du Maroc (Ghiata, Nekor, Beni Ouriagle, Taza, Aknoul, Selouane…).

#### Bou Hmara: La fin
Cependant, vers 1909, il contrôlait des territoires tellement immenses, qu'il ne pouvait plus s'assurer la fidélité de toutes les tribus qu'il a conquis. Pourchassé par les Beni Ouriagle en 1907 pour avoir passé des contrats commerciaux et cédé des concessions minières aux Espagnols. Dans ces conditions qu'il mena son ultime bataille contre l'armée du Sultan Hafid en 1909. Voyant son armée décimée et sa fin proche, il se réfugia dans une mosquée. Croyant qu'elle lui épargnera sa vie ; Mais malgré la sacralité des lieux. Elles seront bombardés et détruits au feu de l’artillerie lourde du sultan, fourni par les alliés français. Il est finalement capturé avec 400 de ses soldats et de son personnel et amenés vers Fes.
Mais à la suite de traitements extrêmement inhumains, sur les 400 prisonniers, ils ne seront que 160 hommes arrivés vivants à destination.
Le 18 août 1909, Bou Hmara sera torturé une dernière fois et assassiné par dépeçage en public puis livré au fauves avec 32 de ses partisans.
On raconte, qu’on a d’abord amorcé les maltraitances publiques par sectionner à chacun une main et le pied opposé. Un traitement terriblement sauvage, qui scandalisa les chancelleries et les consulaires européennes au Maroc à l'époque.

## Climat
Par son situation géographique entre Fès et Meknès, le climat du village est très semblable à ces deux métropoles. Il est de type semi-aride subissant les influences continentales. Situées sur l'un des versants de Jbel Zerhoun à l'intérieur des terres, le climat est à mi-chemin entre un climat méditerranéen et un climat continental. Cela se traduit par une forte amplitude thermique. L’hiver peut, en fonction des années, s’avérer très rigoureux.
Bien que le voyage soit possible toute l'année, le printemps et l'automne (bien que celui-ci est assez frais) sont les meilleures saisons pour visiter Oulad Youssef. À cette période, les températures moyennes maximales varient entre 14° et 20 °C et les minimales de 5° à 14 °C. L'été, les températures moyennes maximales montent jusqu'à 42 °C, voire sensiblement plus. Mieux vaut sortir le matin tôt, l'après-midi tard ou le soir. Enfin, l'hiver est relativement froid. En décembre, en janvier et en février, les températures moyennes minimales et maximales sont respectivement de 2°et 11 °C.

## Divers
En septembre 2004, à la suite d'un manque d’eau potable, conséquence de la sécheresse, et d'un vandalisme des canalisations d'eau, quelques cas de leptospirose et de typhoïde ont été recensés dans le village.